# Wozniesienskij (obwód rostowski)
Wozniesienskij (ros. Вознесенский) – chutor w Rosji, w obwodzie rostowskim, w rejonie morozowskim. W 2021 liczył 503 mieszkańców.